# MaxxPro
MaxxPro是由Navistar的子公司Navistar Defense与Plasan共同设计的一種裝甲戰鬥車輛。

## 生产
2007年3月，2輛MaxxPro開進了阿伯丁试验场，相關測試人員對該車型展開一系列測試。在取得了一定的效果後，2007年5月31日，美国海军陆战队系统司令部決定訂購1,200辆MaxxPro。這些車輛於2008年2月交付給美國軍方。

## 使用國
- 乌克兰－部份由美國捐贈。
- 俄羅斯：在2022年俄羅斯入侵烏克蘭期間缴获，現展览於勝利公園。